# 最初の寒さ
『最初の寒さ』（さいしょのさむさ、スペイン語: Los primeros fríos, カタルーニャ語: Els primers freds）は、ミゲル・ブレイが制作した彫像である。大理石のものとブロンズ製のものの二つのヴァージョンがある。ブレイはこの作品で初めてマドリードでメダルを授与された。

## 主題
老人と少女が苦悶の表情で座っており、足の先が寒さから身を守るようにお互いに接近している。「寒さ」とは温度が低いだけではなく、社会的、政治的、死などの閉塞感から生まれる寒さを表しており、少女と男、若さと老いの対比が込められている。